# Gloucester Road (Metropolitano de Londres)
Gloucester Road é uma estação do Metropolitano de Londres, localizada em Kensington, no Oeste de Londres. Ela fica entre a Cromwell Road e a Gloucester Road. Perto dela estão o Hospital Cromwell e a Baden-Powell House.
A estação é atendida pelas linhas Circle, District e Piccadilly. Nas linhas District e Piccadilly, a estação está entre South Kensington e Earl's Court, e na linha Circle, está entre South Kensington e High Street Kensington. Ela está na Zona 1 do Travelcard.
A estação é dividida em duas partes: plataformas de subsuperfície, inauguradas em 1868 pela Metropolitan Railway como parte da extensão da empresa da rota Inner Circle de Paddington a South Kensington e para Westminster; e plataformas de nível profundo abertas em 1906 pela Great Northern, Piccadilly and Brompton Railway. Uma variedade de serviços subterrâneos e linhas principais operaram sobre os trilhos de subsuperfície. As plataformas de nível profundo permaneceram praticamente inalteradas, sem acesso por elevador. Uma plataforma subterrânea abandonada apresenta instalações de arte periódicas como parte do esquema Art on the Underground da Transport for London.

## História

### Estação de subsuperfície

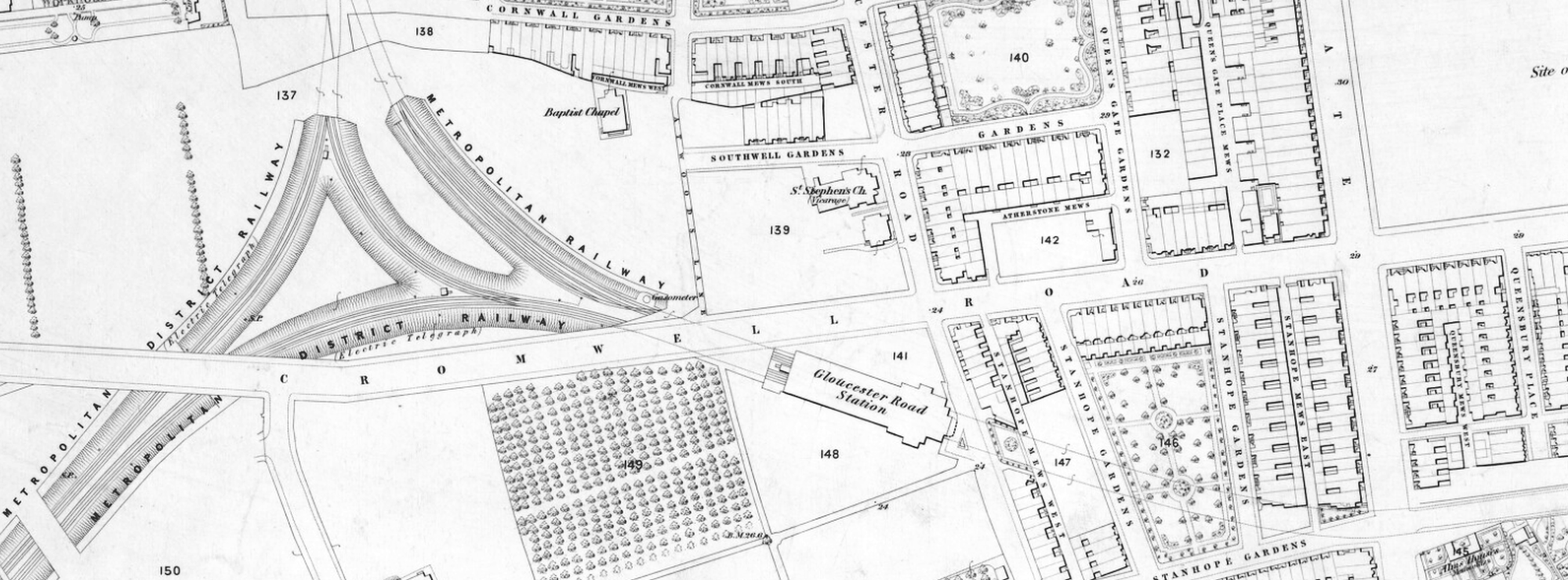
Mapa do Ordnance Survey mostrando a recém-construída estação Gloucester Road, 1869

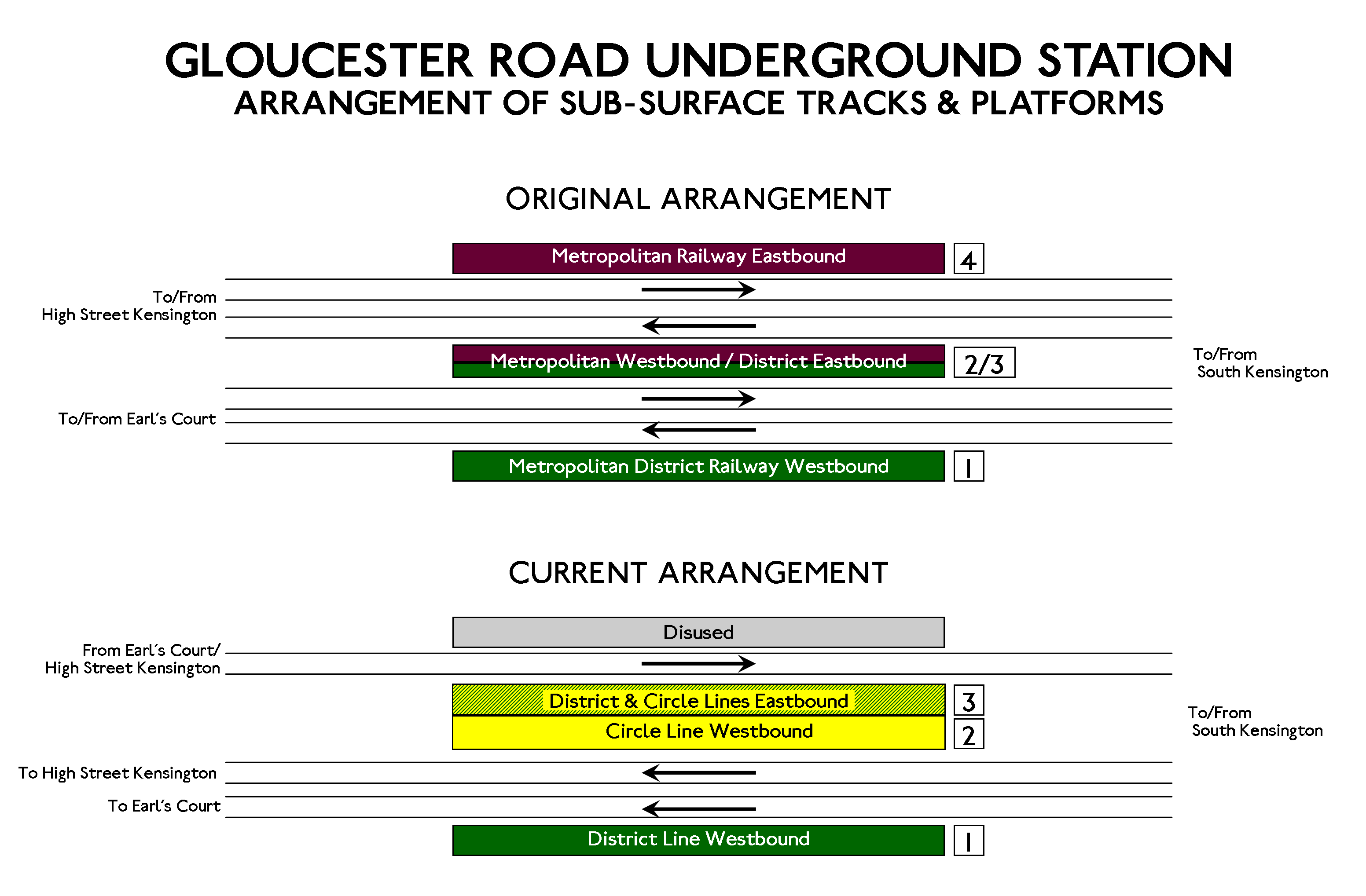
Disposição original e atual das plataformas de subsuperfície

A estação foi inaugurada como Brompton (Gloucester Road) em 1 de outubro de 1868 pela Metropolitan Railway (MR, mais tarde a Metropolitan line) quando abriu uma extensão da Paddington (Praed Street) (agora Paddington). A estação atuou como terminal temporário da ferrovia até 24 de dezembro de 1868, quando a MR abriu trilhos para South Kensington para se conectar à primeira seção da District Railway (DR, mais tarde a linha District), inaugurada no mesmo dia de South Kensington para Westminster. A estação tinha quatro plataformas protegidas por um teto elíptico de ferro vitrificado. Um edifício de estação de dois andares em tijolos de cor creme com janelas em arco e uma balaustrada ornamental no nível do telhado foi construído no extremo leste. Inicialmente, a MR operava todos os serviços nas linhas de ambas as empresas.
O desenvolvimento residencial foi gradualmente se espalhando para o oeste de Belgravia desde a década de 1840, mas a área ao redor do local da estação era principalmente para uso hortícola como hortas comerciais quando a nova linha foi construída. O planejamento da linha encorajou os proprietários de terras locais, incluindo o Lord Kensington, a estender a Cromwell Road para o oeste e a abertura da estação Gloucester Road, estimulou o rápido desenvolvimento residencial na área circundante.
Em 12 de abril de 1869, a DR abriu uma extensão sudoeste de Gloucester Road para West Brompton onde abriu uma estação de intercâmbio com a West London Extension Joint Railway (WLEJR, agora a linha West London). Na abertura não havia estação intermediária; a estação de Earl's Court não foi aberta até 1871; e o serviço operado como um serviço de transporte entre as duas estações. Em 1 de agosto de 1870, a DR abriu trilhos adicionais entre Gloucester Road e South Kensington e o serviço de transporte de West Brompton tornou-se um serviço direto.
Em 3 de julho de 1871, a DR abriu seus próprios trilhos entre Gloucester Road e High Street Kensington. Esses trilhos, a Curva de Cromwell, foram abertos sem a Autoridade Parlamentar em uma tentativa malsucedida pela DR de melhorar sua participação nas receitas entre as estações High Street Kensington e South Kensington que foram divididas com base na quilometragem dos trilhos de propriedade das duas companhias.
Em 1 de fevereiro de 1872, a DR abriu um ramal no sentido norte de sua estação em Earl's Court para se conectar à West London Extension Joint Railway (WLEJR, agora a Linha West London) em Addison Road (agora Kensington (Olympia)). A partir dessa data, o serviço Outer Circle começou a percorrer os trilhos da DR.

### Estação de nível profundo

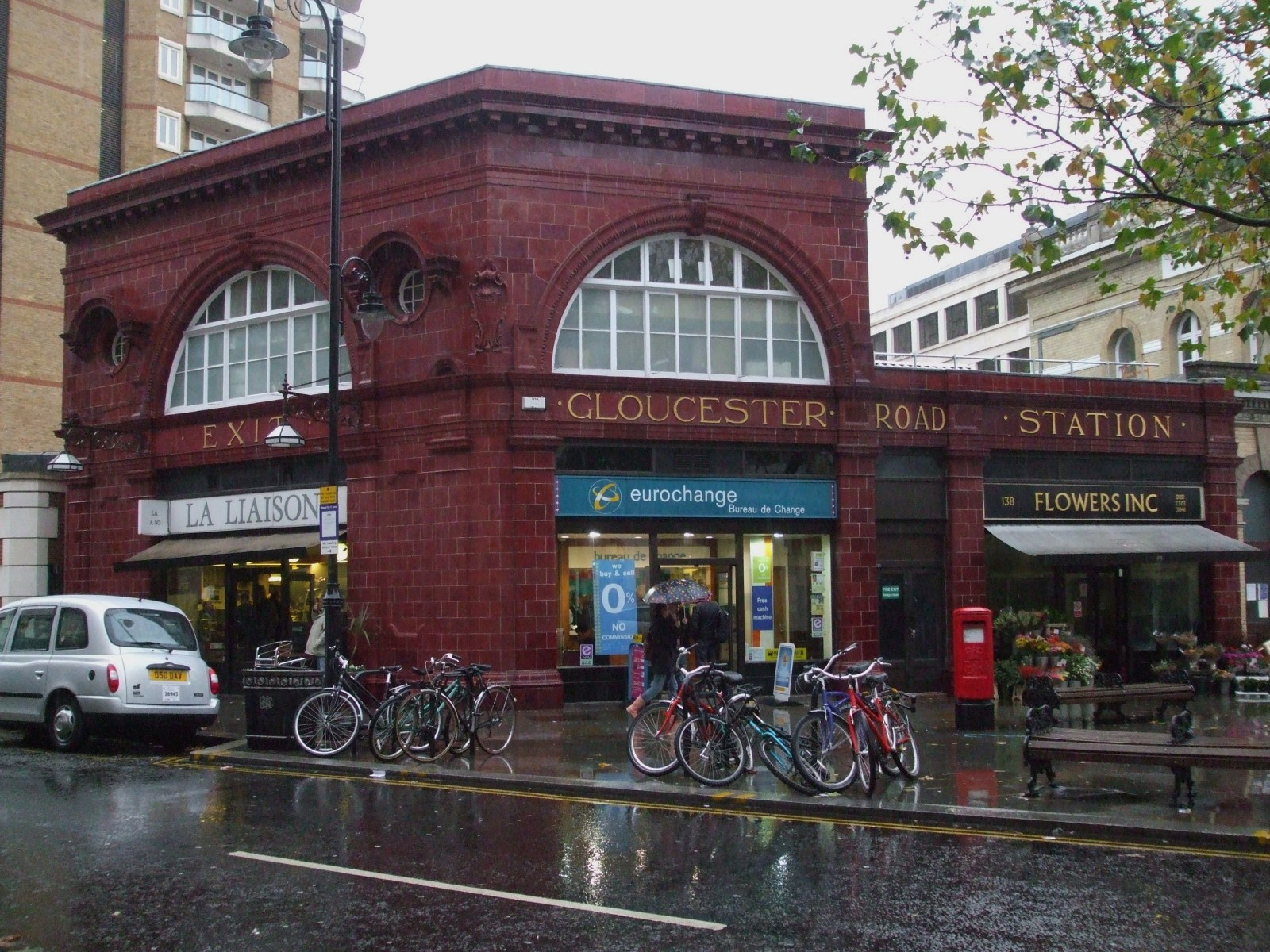
Edifício da estação da linha Piccadilly

No início do século XX, a DR foi estendida para Richmond, Ealing Broadway, Hounslow West e Wimbledon no oeste e para New Cross Gate no leste. A seção sul do Inner Circle estava sofrendo um congestionamento considerável entre South Kensington e Mansion House, entre as quais as estações da DR operavam uma média de 20 trens por hora, com mais trens nos períodos de pico.
Para aliviar o congestionamento, a DR planejou uma linha subterrânea expressa começando em uma conexão com seus trilhos subterrâneos a oeste de Gloucester Road e indo para Mansion House. Os túneis foram planejados para passar cerca de 60 a 70 pés (18–21 m) abaixo da rota subterrânea existente com apenas uma parada intermediária em Charing Cross (atual Embankment). A aprovação parlamentar foi obtida em 1897, mas nenhum trabalho foi feito. Em 1898, a DR assumiu a Great Northern, Piccadilly and Brompton Railway#Brompton and Piccadilly Circus Railway, 1896 (B&PCR) que tinha uma rota planejada de South Kensington para Piccadilly Circus. A rota foi modificada para se juntar à rota de nível profundo da DR em South Kensington.
Após a compra da DR pela Underground Electric Railways Company of London em 1902, as linhas DR e B&PCR planejadas foram fundidas com uma terceira rota proposta da Great Northern, Piccadilly and Brompton Railway#Great Northern and Strand Railway, 1898. A rota de nível profundo da DR foi revisada em sua extremidade oeste para continuar até Earl's Court e emergir a leste de Barons Court. As plataformas de nível profundo foram inauguradas em 15 de dezembro de 1906 pela Great Northern, Piccadilly and Brompton Railway (GNP&BR, agora a linha Piccadilly) que funcionava entre Finsbury Park e Hammersmith. Um novo edifício de superfície para os elevadores foi projetado por Leslie Green com a distinta fachada de terracota esmaltada vermelho-sangue da GNP&BR.

## Serviços
A estação está na zona tarifária 1 do Travelcard de Londres. Nas linhas District e Piccadilly, a estação fica entre Earl's Court e South Kensington, e na Circle line, fica entre High Street Kensington e South Kensington. Gloucester Road é o cruzamento mais a oeste entre essas três linhas, embora o mapa do Metrô de Londres promova o cruzamento mais fácil em South Kensington. As frequências dos trens variam ao longo do dia, mas geralmente na linha District os trens operam a cada 2 a 6 minutos aproximadamente das 05:15 às 00:28 no sentido leste e das 05:59 às 00:47 no sentido oeste; eles são complementados por trens da linha Circle a cada 8 a 12 minutos. Os trens da linha Piccadilly operam a cada 2 a 6 minutos aproximadamente das 05:41 às 00:25 no sentido leste e das 05:56 às 00:43 no sentido oeste. A linha Piccadilly opera um serviço Night Tube 24 horas às sextas e sábados.
Na linha Piccadilly é usado o 1973 Stock. Nas linhas Circle e District é usado o S Stock.

## Conexões
As rotas 49 e 74 dos ônibus de Londres e as linhas noturnas N74 e N97 atendem a estação.